# La forca pot esperar
La forca pot esperar (títol original en anglès: Sinful Davey) és una pel·lícula britànica dirigida per John Huston, estrenada el 1969. Ha estat doblada al català.

## Argument
A Escòcia, a principis del segle xix, el jove Davey Haggart és fill d'un il·lustre bandoler que van penjar. Davey també està ben decidit a esdevenir un bandit exceptional, malgrat que espatlla tot allò que comença.

## Repartiment
- John Hurt: Davey Haggart
- Pamela Franklin: Annie
- Nigel Davenport: Richardson
- Ronald Fraser: MacNab
- Robert Morley: Duc d'Argyll
- Fidelma Murphy: Jean Carlisle
- Maxine Audley: Duquessa d'Argyll
- Allan Cuthbertson: Capità Douglas
- Niall MacGinnis: Boots Simpson
- Noel Purcell: Jock
- Francis de Wolff: Andrew